# Asplenium adulterinum
Asplenium adulterinum — вид рослин з родини селезінникових (Aspleniaceae). Ареал: Аляска, Британська Колумбія, Австрія, Чехія, Словаччина, Фінляндія, Німеччина, Італія, Норвегія, Польща, Румунія, Швеція, Швейцарія, Словенія, Боснія і Герцеговина, Сербія, Косово.

## Морфологічний опис
Це багаторічна трав'яниста рослина, що досягає висоти від 5 до 20 сантиметрів. Пагони кореневища мають принаймні частину більш темної центральної смуги. Листя просто перисте, що означає, що з центрального ребра, від якого відходять окремі листочки. Черешок і рахіс безкрилі, кінчик рахісу зелений, тоді як решта листя сильного іржаво-коричневого кольору. Листова пластинка має подовжену або лінійну форму, а кінцева має ширину приблизно від 0,5 до 2 міліметрів. Спори дозрівають у липні та серпні. Число хромосом 2n = 144.